# Bisdom Stockholm (rooms-katholiek)
Het bisdom Stockholm (Zweeds: Stockholms katolska stift; Latijn: Dioecesis Holmiensis) is het enige rooms-katholieke bisdom in Zweden. Het gebied van het bisdom beslaat geheel Zweden.
De meeste Zweden zijn lid van de Kerk van Zweden, een Luthers kerkgenootschap dat tot 2000 staatskerk was. Iets minder dan 2 % van de Zweden is katholiek.

## Geschiedenis
Het bisdom Stockholm werd op 23 september 1783 opgericht als een apostolisch vicariaat. Op 29 juni 1953 werd het verheven tot bisdom. Het bisdom Stockholm is een immediatum, wat wil zeggen dat het onder rechtstreeks gezag van de Heilige Stoel valt en geen deel uitmaakt van een kerkprovincie.